# Любовь с акцентом
«Любовь с акцентом» — российский киноальманах режиссёра Резо Гигинеишвили, состоящий из пяти самостоятельных новелл. Действие фильма происходит в Грузии.
Премьера состоялась 28 июня 2012 года в рамках программы российского кино на 34-м Московском международном кинофестивале.

## Содержание
Сюжет состоит из пяти самостоятельных новелл, сплетённых и перемешанных в единое повествование.

### «Хельга из Вильнюса»
Скромная сотрудница вильнюсского телевидения Хельга (Анна Михалкова) больше всего на свете мечтает родить ребёнка. Услышав по радио о том, что в Грузии 97-летний мужчина стал отцом, она покупает билет до Тбилиси. В течение недели Хельга пытается найти своего суженого и ради этого ходит на футбол, на концерт, в хинкальную, бегает по утрам в парке. В какой-то момент, почти потеряв надежду, она даже обращается с мольбой к монументу «Мать Картли», чтобы та послала ей единственного мужчину.
Пребывая в поисках, Хельга не замечает, что на неё влюблёнными глазами смотрит гостиничный портье (Георгий Каландаришвили). В конце концов, они соединяются. В эпилоге беременная Хельга разговаривает с любимым по телефону; он, торопясь в Литву, сообщает, что везёт ей хачапури.

### «Свадьба»
В самолёт на один рейс берут билеты популярный режиссёр Артём (Филипп Янковский) и молодой доктор Саша (Артур Смольянинов). Один едет разводиться, другой собирается жениться. Когда Артём предлагает соседу выпить, тот сначала отказывается, ссылаясь на отсутствие иммунитета к спиртному; позже, однако, соглашается. В результате в момент приземления Саша не может подняться с кресла.
Артём же после всевозможных перипетий попадает в то высокогорное селение, где Сашу ждёт его невеста Софико (София Нижарадзе). Поскольку вместе с ней его ждут все местные жители, Софико просит, чтобы Артём временно сыграл роль её жениха.

### «Гид и повар»
Кетэван (Ольга Баблуани) работает экскурсоводом и часто предлагает туристам перекусить в небольшом кафе. Повар заведения Лео (Дута Схиртладзе) давно влюблён в эту девушку (которая и сама влюблена в него, но считает, что признаться самой — это «неприлично»), однако признаться не решается. Услышав историю о том, как Нико Пиросмани подарил своей возлюбленной миллион роз, Лео продаёт квартиру. Когда во двор Кетэван приходят курьеры с огромными корзинами цветов, выясняется, что девушки нет дома: она уехала на экскурсию.

### «Сочи — Батуми»
Влюблённая пара, Леся (Тинатин Далакишвили) и Андрей (Никита Ефремов), спасаются бегством от людей, которых нанял отец девушки. Из Сочи они едут на теплоходе до Батуми. В пути пара знакомится с депортированным из России правонарушителем Мишей (Михаил Месхи), который обещает предоставить им жильё. Однако квартира, куда молодой человек заселяет героев, оказывается чужой. Влюблённые остаются на улице без денег и крыши над головой. Миша, тем не менее, просит их не унывать: суббота в Грузии — день свадеб, значит, никто не останется голодным; ловкий и неунывающий Миша оказывается прав.
Прибыв на чью-то свадьбу и усадив Лесю с Андреем за стол, Миша объясняет присутствующим, что он — одноклассник жениха. Когда же подъезжает свадебный кортеж, то из машины выходят весьма почтенный господин (Вахтанг Кикабидзе) и его спутница жизни (Нани Брегвадзе), отмечающие золотой юбилей совместной жизни.

### «Зука и Гио»
Скрывающийся от следствия Гио (Мераб Нинидзе) целыми днями сидит в квартире своего товарища. Единственный человек, навещающий его — третьеклассник Зука (Зука Церикидзе), который приходит поливать цветы и играть на пианино. Звуки музыки, доносящиеся из соседнего дома, привлекают внимание Нади (Надежда Михалкова). У Нади и Гио возникает взаимная симпатия: она приглашает незнакомого «музыканта» на концерт. Гио знает, что ему нельзя покидать квартиру, но не пойти на встречу с Надей он не может.

## В ролях
| Актёр                         | Роль                                            |
| ----------------------------- | ----------------------------------------------- |
| Вахтанг Кикабидзе             | юбиляр новелла «Сочи - Батуми»                  |
| Нани Брегвадзе                | юбилярша новелла «Сочи - Батуми»                |
| Анна Михалкова                | Хельга новелла «Хельга из Вильнюса»             |
| Мераб Нинидзе                 | Гио новелла «Зука и Гио»                        |
| Филипп Янковский              | московский режиссёр Артём новелла «Свадьба»     |
| Артур Смольянинов             | доктор Саша новелла «Свадьба»                   |
| Надежда Михалкова             | соседка Надя новелла «Зука и Гио»               |
| София Нижарадзе               | невеста Саши Софико новелла «Свадьба»           |
| Светлана Бондарчук            | жена Артёма Ирина новелла «Свадьба»             |
| Никита Ефремов                | Андрей, друг Леси новелла «Сочи – Батуми»       |
| Тинатин Далакишвили           | Леся, подруга Андрея новелла «Сочи – Батуми»    |
| Михаил Месхи                  | Миша новелла «Сочи – Батуми»                    |
| Дута Схиртладзе               | повар Лео новелла «Гид и повар»                 |
| Ольга Баблуани (Ольга Легран) | экскурсовод Кетэван новелла «Гид и повар»       |
| Зука Церикидзе                | ученик 3-го класса Зука новелла «Гио и Зука»    |
| Георгий Каландаришвили        | гостиничный портье новелла «Хельга из Вильнюса» |
| Ирина Пегова                  | официантка в кафе новелла «Гид и повар»         |
| Виктор Барбакадзе             | Лео-младший новелла «Гид и повар»               |
| Гия Джапаридзе                | отец Софико новелла «Свадьба»                   |
| Резо Гигинеишвили             | озвучивание текста                              |

## Съёмочная группа
- Резо Гигинеишвили — режиссёр
- Алиса Хмельницкая, Давид Турашвили, Резо Гигинеишвили — авторы сценария
- Евгений Ермоленко — оператор
- Александр Вдовенко — оператор стедикама
- Дато Евгенидзе — композитор
- София Базгадзе — художник
- Арчил Геловани, Игорь Мишин — продюсеры

## Саундтрек
Музыкальные композиции:
- Ёлка — Хочу
- Гия Канчели — Ханума
- Иван Дорн — Синими, жёлтыми, красными
- Нино Катамадзе — Сулико
- Ёлка и Юлия Савичева — А мне бы в твои сны
- Нэт Кинг Коул — L.O.V.E.
- Анжелика Варум — Будешь рядом ты
- Лела Цурцумия — Davdivar Marto
- Шарль Азнавур — Вечная любовь
- Лара Фабиан — Любовь, похожая на сон

## Рецензии и отзывы
У меня есть любимая формула Михаила Чехова – любое искусство пытается быть похожим на музыку, и я стремлюсь выстраивать картины по этому принципу. Я слышал музыку трёх персонажей этой истории, мне она была важна. Если всех героев фильма сравнивать с музыкальными инструментами, то я собрал бы целый оркестр.
Альманах вызвал достаточно большое количество откликов. Часть рецензентов сошлась во мнении, что это первая за двадцать лет картина, которая возвращает зрителя в Грузию и создаёт образ той благословенной страны, которая знакома по советскому кинематографу.
Корреспондент «РИА-Новости» отметил, что в фильме нет никакой политики — есть только любовь, которая «одинаково чиста и невинна и у ожидающего полиции правонарушителя, и у депортированного хулигана, и у интеллигентного гида».
В то же время другие обозреватели увидели в фильме либо информационный бюллетень, либо «полнометражный рекламный буклет» для поездок в Грузию. Светлане Степновой показалась не очень убедительной новелла «Свадьба», а в истории про Лесю и Андрея она обнаружила «прямо-таки панический страх сценаристов перед реальными проблемами».

Пять сюжетных линий, хоть и чередуются в своем развитии, в финале так и не переплетаются, и явной необходимости то и дело передвигаться с одной на другую авторы не демонстрируют. <…> Впрочем, следить интересно за каждой, благо недостатка в ярких центральных персонажах нет — есть и забавные, и трагические, и комбинированные.
— Александр Казанцев
Отдельных откликов удостоились актёры, участвующие в альманахе. Так, кинокритик Александр Казанцев пришёл к выводу, что Анне Михалковой в роли Хельги удалось перенять амплуа Ирины Муравьёвой. Журналист издания «ПрофиСинема» подчеркнул, что актриса сохраняет естественность в любой ситуации и не боится быть нелепой — в качестве примера он привёл эпизод, когда Хельга обращается к монументу «Мать Картли» со словами: «Помоги, ты такая же большая, как и я».
Рецензент Ольга Егорова отметила, что Дута Схиртладзе, исполнивший роль повара, создал образ, сравнимый с персонажами Кустурицы и Альмодовара, а отец Софико (актёр Гия Джапаридзе) получился сказочно-гротескным и запоминающимся. Присутствие в картине приглашённых звёзд (Вахтанг Кикабидзе и Нани Брегвадзе) выглядело, по мнению кинокритика, как мост, «прокинутый из старого советского кино в мир современных российских фильмов».

## Прокат, участие в фестивалях
Кассовые сборы в 2012 году составили 2 165 213 долларов.
- Участие в 34-м Московском международном кинофестивале
- Фильм открытия кинофестиваля «Меридианы Тихого» (2012)
- Фильм закрытия кинофестиваля «Окно в Европу» (2012)

## Награды
- Кинопремия «Золотой орёл» (2013)
  - победитель в номинации «Лучшая женская роль» (Анна Михалкова)
  - номинация «Лучшая женская роль второго плана» (Надежда Михалкова)
- Премия телеканала RU.TV за лучший саундтрек (Ёлка, «Хочу», 2013)